# Тангматов, Абдухол
Абдухол Тангматов (род. 10 октября 1922 года) — участник Великой Отечественной войны, полный кавалер ордена Славы и ордена Отечественной войны 1-й степени.

## Биография
Родился в 1922 году в кишлаке Джам (Самаркандская область) в крестьянской семье. Окончил 7 классов средней школы. После получения образования устроился работать в местный колхоз.
В Красную Армию был призван в декабре 1941 года. В боевых действиях начал принимать участие с декабря 1942 года. Во время боя за город Золочев (Львовская область) 22 июля 1944 года, будучи наводчиком пулемёта, уничтожил и нанёс ранения множеству вражеских солдат. 4 сентября 1944 года ефрейтор Абдухол Тангматов был награжден орденом Славы 3-й степени. Во время боёв за Ратибот (Польша) 30 марта 1945 года пулемётным огнём уничтожил более 15 солдат противника. За этот бой 4 мая 1945 года был награждён орденом Славы 2-й степени (в первый раз). На следующий день во время уличных боёв в городе Ратибот уничтожил нескольких вражеских автоматчиков и подавил вражескую огневую точку. За этот бой 27 мая 1945 года был награждён орденом Славы 2-й степени (во второй раз). 27 марта 1965 года второй орден Славы 2-й степени был заменён на орден Славы 1-й степени.
Демобилизовался в 1946 году. После демобилизации вернулся в родные края. Работал в различных строительных организациях.

## Награды
- Орден Отечественной войны 1-й степени (11 марта 1985);
- Орден Славы 1-й степени (27 марта 1965);
- 2 ордена Славы 2-й степени (4 мая 1945 и 27 мая 1945);
- Орден Славы 3-й степени (4 сентября 1944);
- также ряд медалей.